# Desa Sukaluyu (administrativ by i Indonesien, lat -6,35, long 107,28)
Desa Sukaluyu är en administrativ by i Indonesien.   Den ligger i provinsen Jawa Barat, i den västra delen av landet, 50 km öster om huvudstaden Jakarta.